# Храм Святых Константина и Елены (Кёльн)
Церковь Святых Равноапостольных Константина и Елены — православный храм Берлинской и Германской епархии Русской православной церкви в городе Кёльн (Северный Рейн-Вестфалия, Германия). Освящена в 1973 году.

## Местонахождение
Храм расположен в центральной части Кёльна, в десяти минутах ходьбы от центрального железнодорожного вокзала, на небольшой площади «Мария-Абласс-Плац» (Maria-Ablass-Platz) в окружении зданий, построенных в 50-е годы XX века. В нескольких десятках метров от здания церкви находится скульптурная композиция-мемориал, посвящённая доктору философии, католической святой деве-мученице, монахине еврейского происхождения Эдит Штайн. Из соседних зданий можно также отметить Торгово-Промышленную палату Кёльна (IHK Köln) и дворец Кёльнского архиепископа, объединённый с Институтом повышения квалификации католических священников Кёльнской архиепархии (Erzbischöfliche Priesterseminar Köln). Своей парковки церковь не имеет, за исключением нескольких мест для парковки автомобилей священников.

## История
Согласно архивному документу, датированному 927 годом, Кёльнский архиепископ Вихфрид подарил церковь Марии (предшественницы современной церкви Святых Константина и Елены) вновь образованному в 922 году женскому штифту Святой Урсулы. Основатель церкви похоронен в близлежащей церкви Святого Гереона.
Второй раз церковь Марии упоминается в 1172 году. На этот раз она называется церковью Девы Марии. В начале XIII века она называется «Святая Мария из полей или Отпущение грехов», а немного позже, около 1220 года — «Церковь Блаженной Марии, Матери Божией». И только примерно с 1300 года за церковью закрепляется наименование «Мария Отпущение грехов» (Maria Ablass).

### Происхождение названия
Согласно средневековой традиции, ежегодно на Вербное воскресенье между кёльнским собором и церковью Святого Гереона проходила праздничная церковная процессия, а церковь Марии Отпущения грехов была местом молитвенного стояния (остановки во время крестного хода, когда читались положенные в этом случае молитвы). На обратном пути, после «пальмового освящения» в церкви Св. Гереона, шествие делало остановку у церкви Марии Отпущения грехов и верующие горячо молились перед образом широко почитаемой Божией Матери. Здесь епископ читал проповедь, а по её окончании провозглашал отпущение грехов всем участвовавшим в молебне. После этого шествие продолжало путь к собору для участия в праздничной мессе.

Исторические изображения церкви
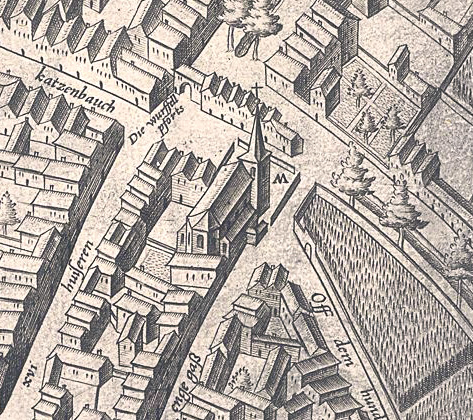
По рисунку картографа Меркатора, 1571 год.
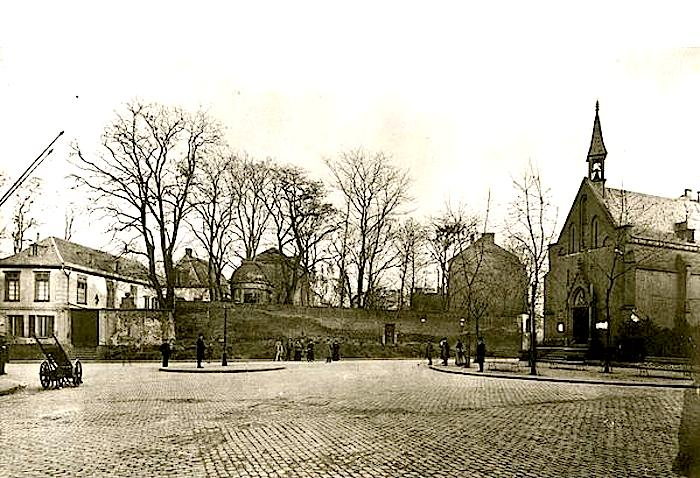
Фасад. Вид с юго-западной стороны, 1890.
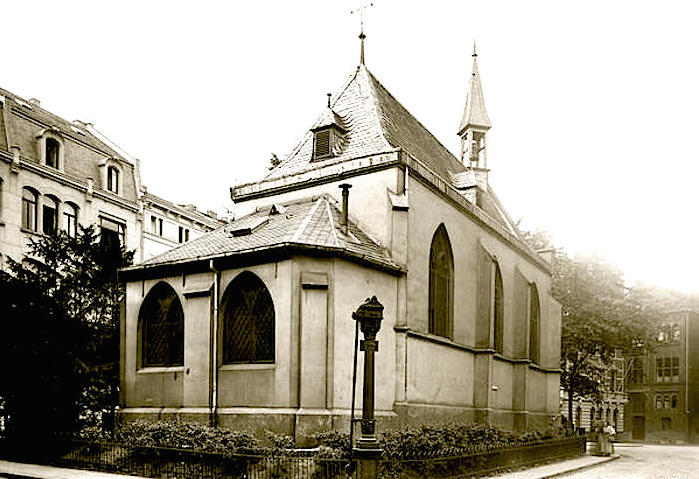
Ризница. Вид с северо-восточной стороны, 1890.

### Часовня чудотворного образа

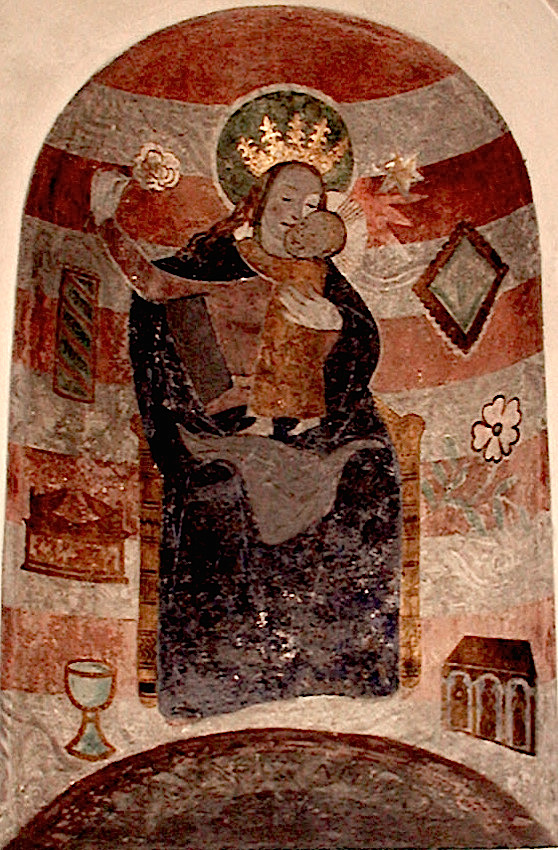
Чудотворный образ Божией Матери «Мария — Отпущение грехов»

Долгое время чудотворный образ, представляющий из себя фреску, располагался на внешней (северной) стороне церкви и подвергался разрушительному воздействию непогоды. В связи с этим в 1431 году здесь было возведено защитное сооружение, а в 1528 году уже впервые упоминается часовня чудотворного образа, сохранившаяся до сих пор. В 1808 году сама церковь была снесена, а часовня, вместе с северной стеной церкви, на которой располагается чудотворный образ, оставлена и ныне этот образ в виде фрески можно видеть внутри современной церкви (бывшей часовни), в алтаре, на верхней половине правой стены.

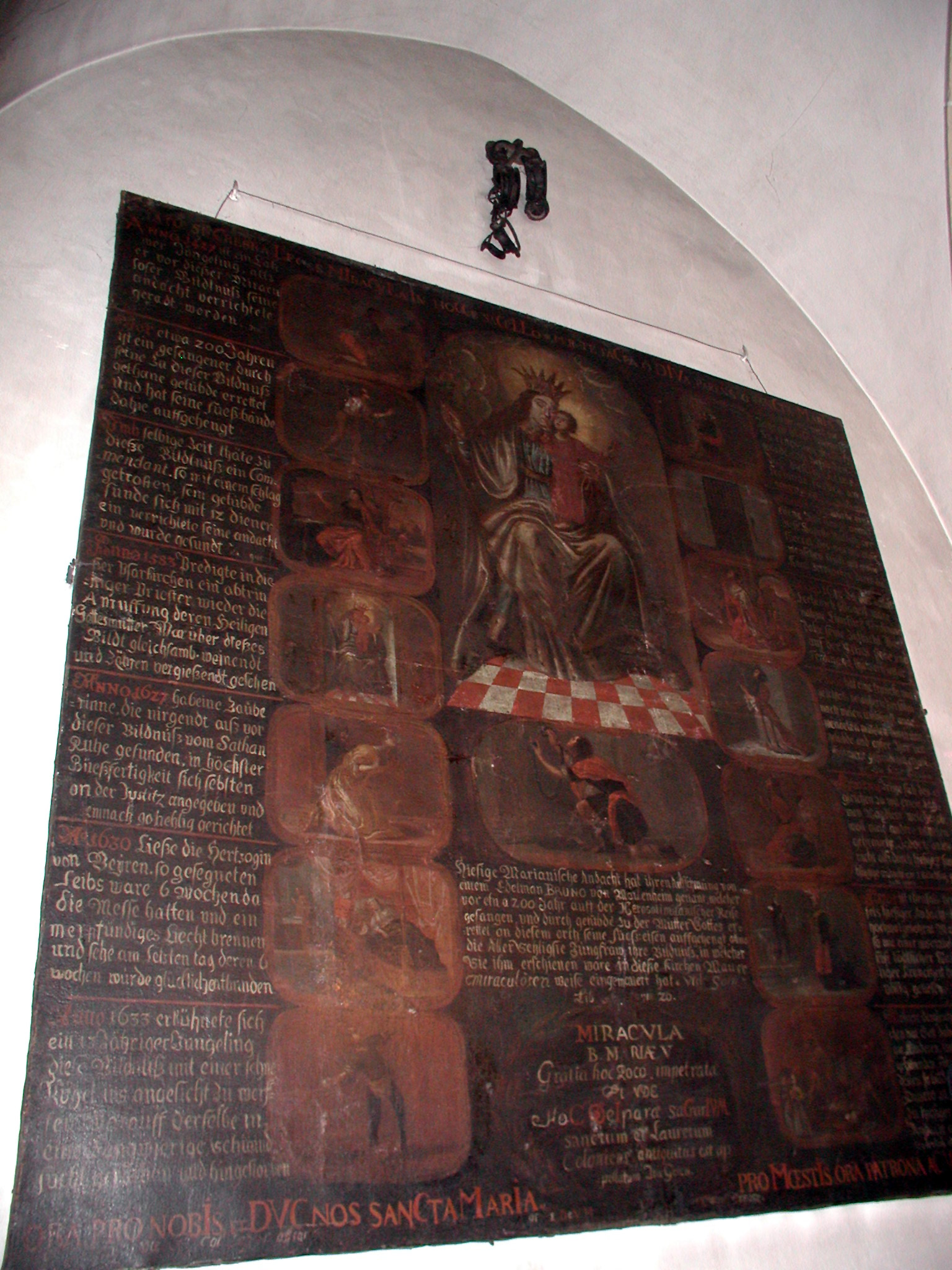
Вотивное изображение: Бруно Мауернхаймский перед образом «Марии Отпущения грехов»

Чудотворный образ неоднократно реставрировался и последний раз эту работу после окончания Второй мировой войны выполнила кёльнская художница Рита Паше-Гекер (Rita Paasche-Hecker) (1915—1981). Часовня также многократно реставрировалась. В XVII веке с восточной стороны была достроено помещение ризницы, которое значительно ниже конька современной церкви. Западную сторону церкви (её фасад) в XIX веке в неоготическом стиле отреставрировал кёльнский архитектор Винценц Штац (Vincenz Statz), остатки которого в 1945 году были удалены.

### Вотивноеизображение
Как пример чудесной помощи по молитвам к чудотворному образу Богоматери, в помещении церкви на правой стене помещено крупное изображение, подаренное церкви в качестве пожертвования-благодарности за спасение от смерти. Картина была написана в XVIII веке и посвящена кёльнскому рыцарю Бруно Мауенхаймскому (Bruno von Mauenheim). Согласно преданию, этот рыцарь в XIII веке участвовал в крестовом походе, был пленён и заключён в темницу. Его ждала смертная казнь, но благодаря горячим слёзным молитвам ко Пресвятой Богородице он был чудесным образом спасён. По возвращении из плена рыцарь Бруно посетил чудотворный образ «Марии Отпущения грехов», усердно молился и благодарил о спасении, а также принёс образу Пресвятой Богородицы в качестве дара свои темничные оковы. Об этом рассказывается в небольших комментариях, которыми снабжено изображение. Центральная часть картины — молитва рыцаря Бруно перед чудотворным образом «Мария Отпущение грехов». Перед Богородицей на коленях изображён сам рыцарь с протянутыми к Божией Матери руками, в которых он держит свои кандалы. К настоящему времени эти оковы считаются утерянными.

## Описание

### Внешний вид
Крыша церкви покрыта пластинами тёмного глинистого сланца. На коньке выделяется небольшая храмовая башенка. Крыша трёхпролётная, перекрывающая крестообразные внутренние своды. Южная внешняя стена церкви гладко оштукатурена в белый цвет и не имеет окон. Эта сторона не видна с проезжей части улицы. Дневное освещение проникает внутрь через три готических окна с северной стороны. Меньшие окна восточной стороны освещают алтарь и ризницу. Западный простой входной портал со ступенями сохранился с эпохи возрождения (1687 год).

Внешний вид русской православной церкви Кёльна
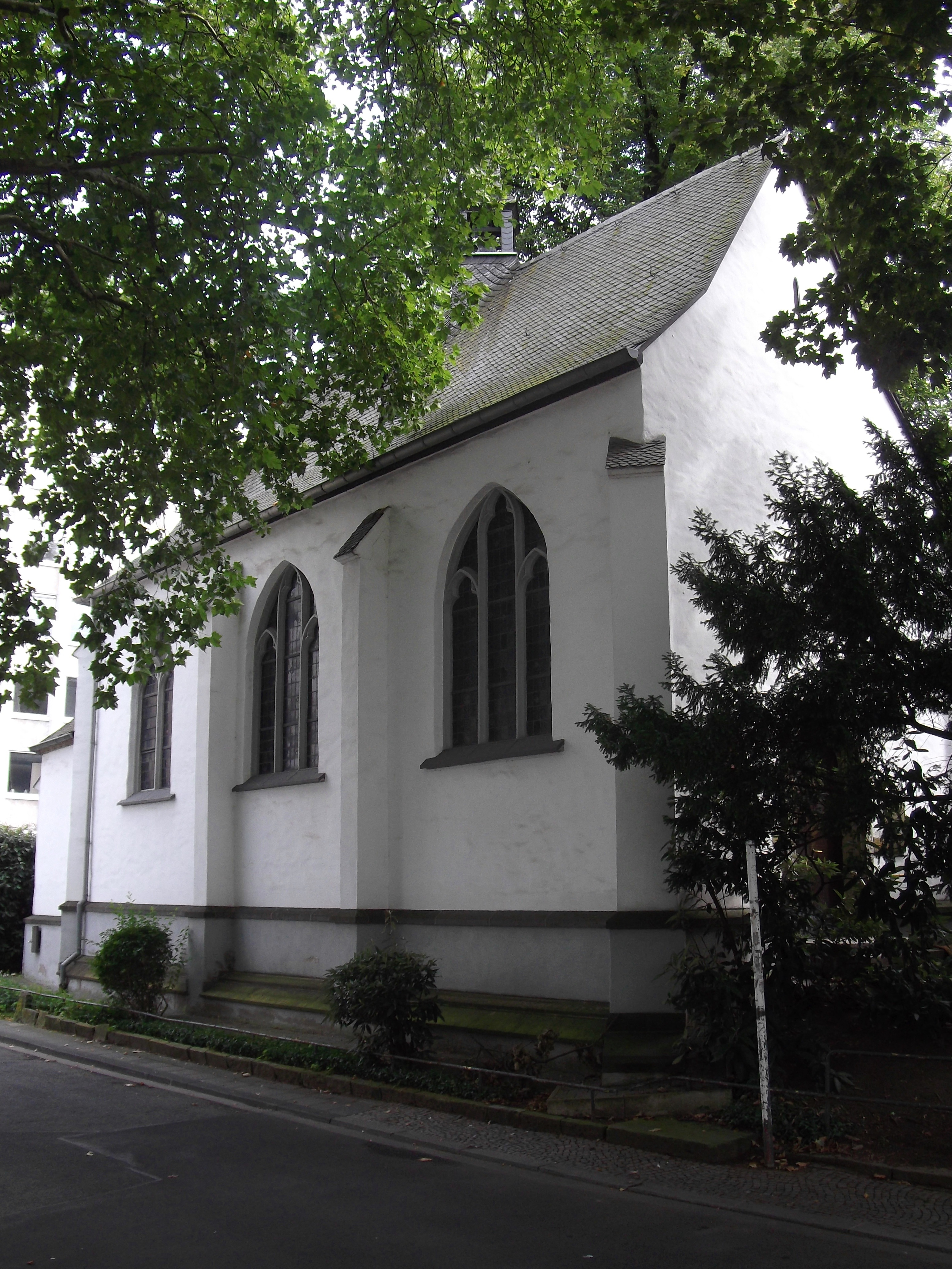
Вид с юго-западной стороны.
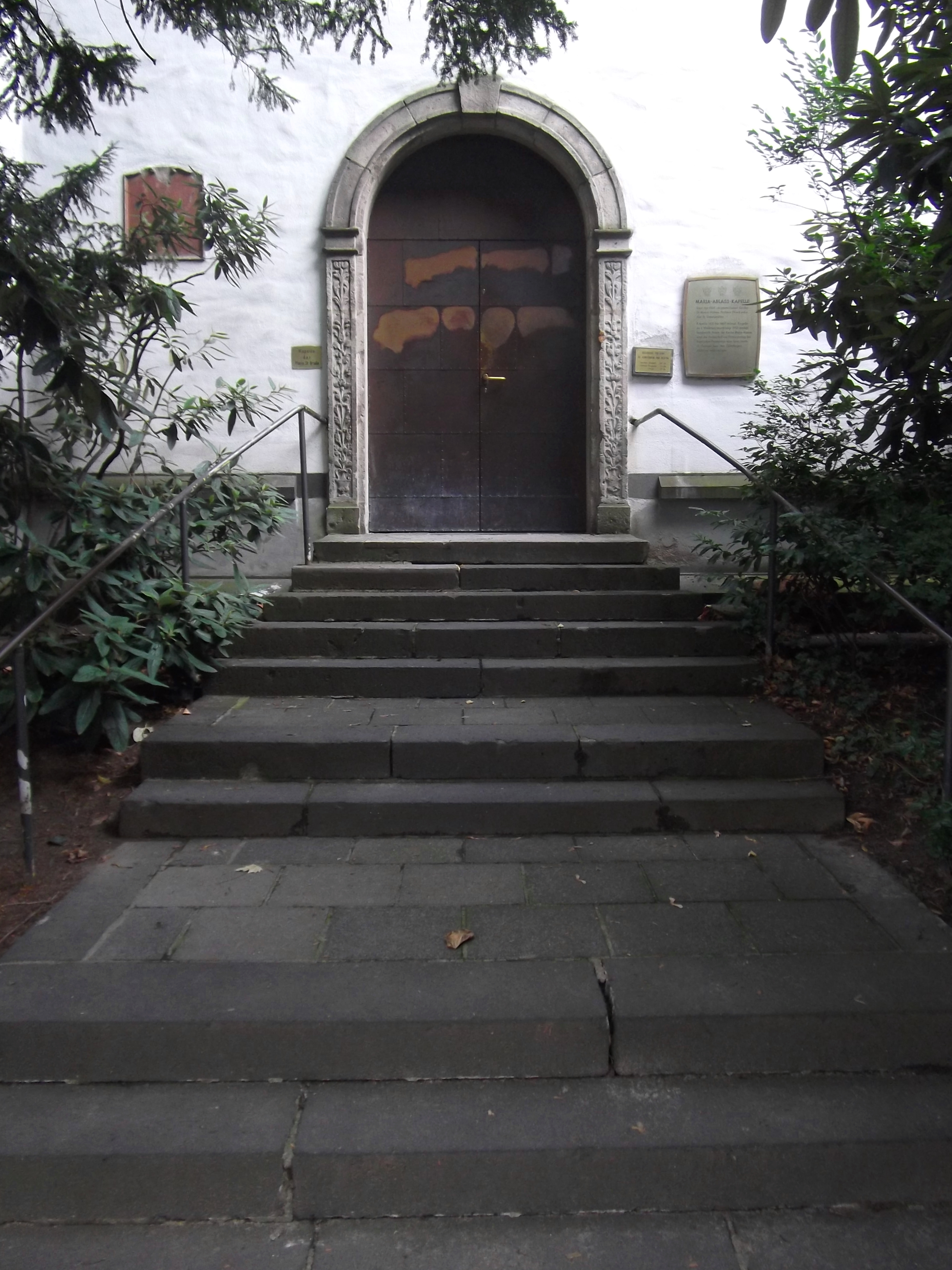
Фасад. Вид с западной стороны.
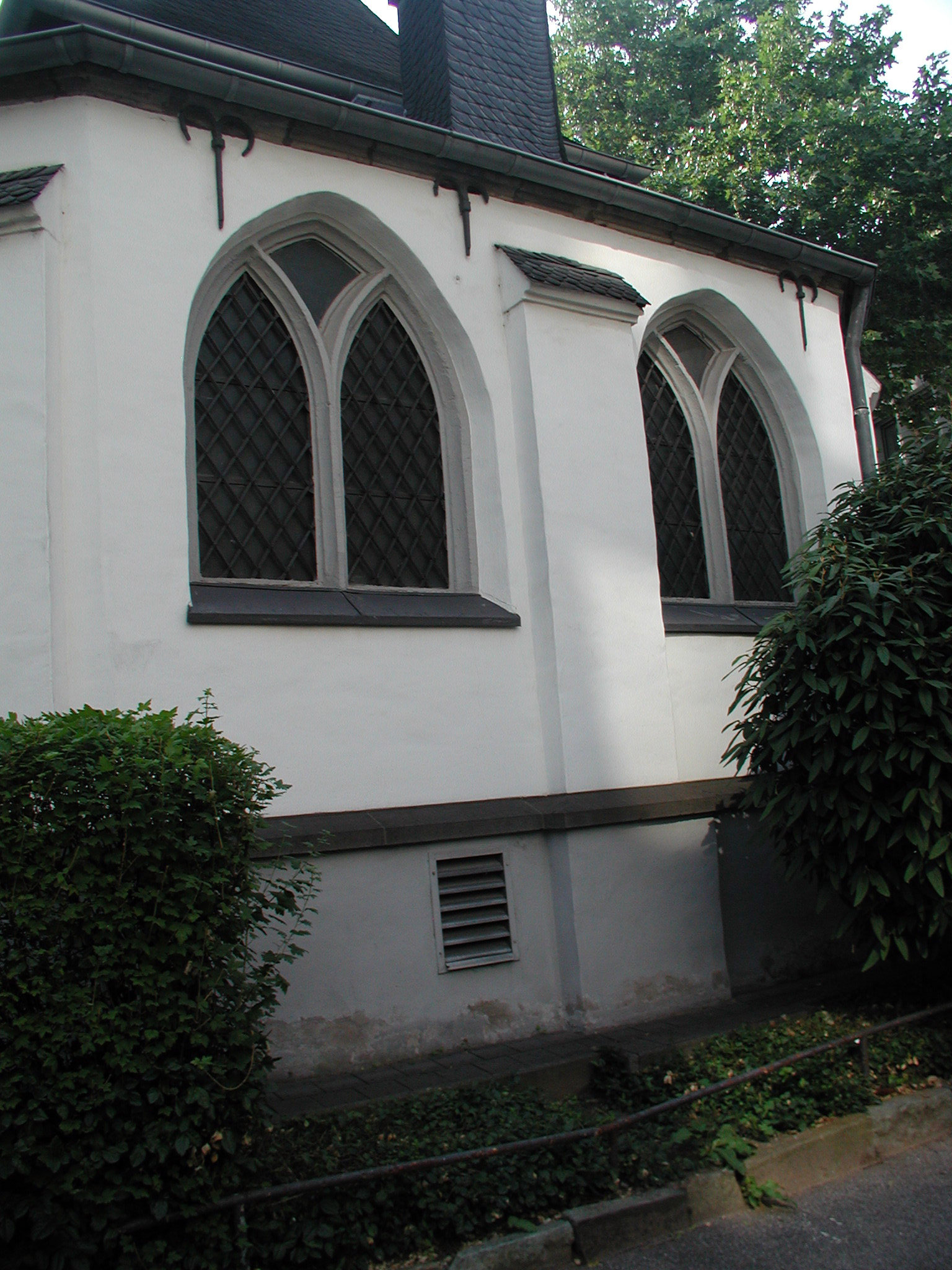
Ризничная. Вид с восточной стороны.
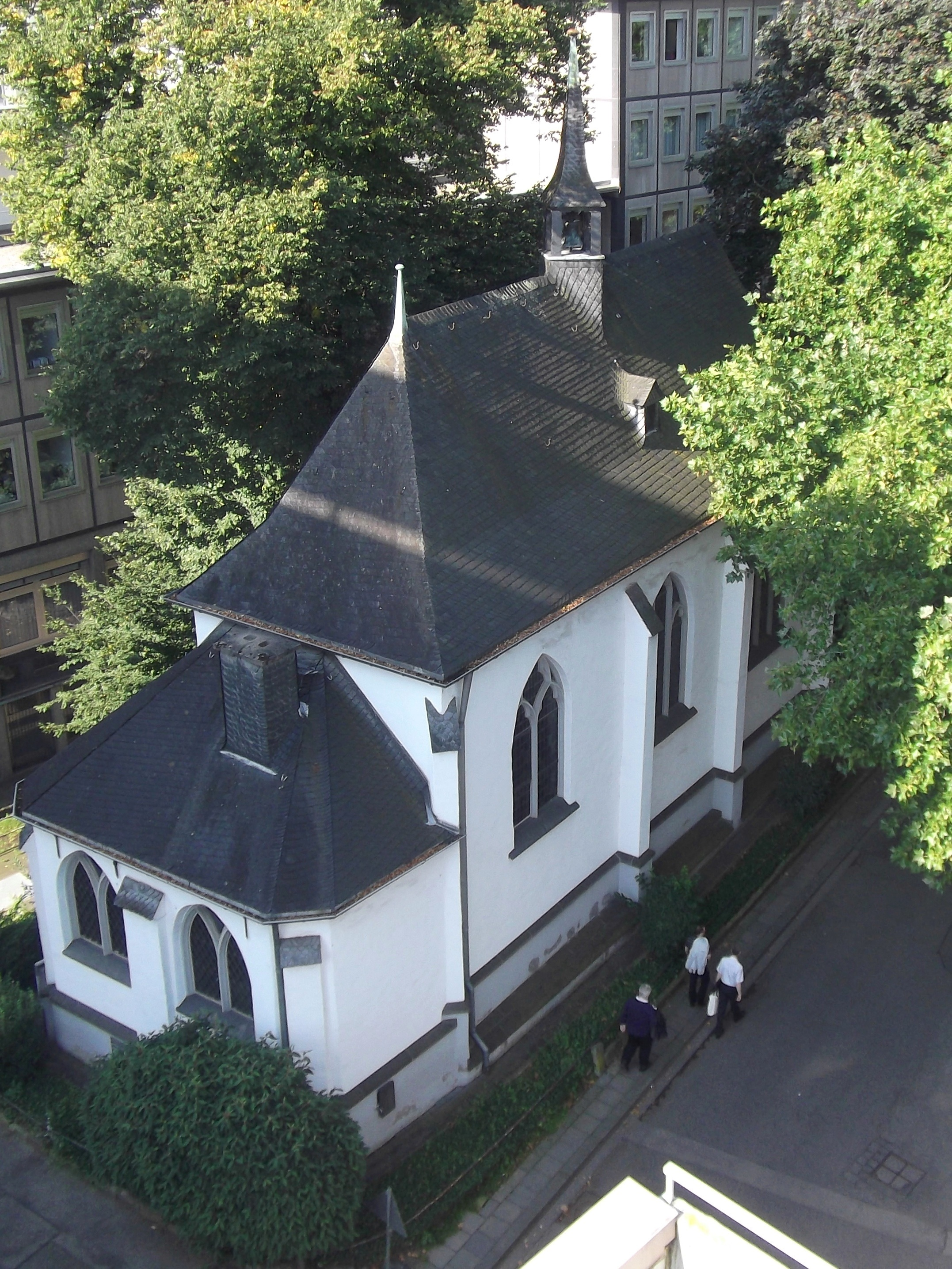
Ризничная. Вид с северо-восточной стороны.

### Интерьеры
Планировка внутреннего пространства остаётся неизменным уже сотни лет, за исключением престола. А вот размещение церковной мебели приспособлено к проведению православных богослужений. Каждое из больших окон церкви освещает одну из её частей: алтарь, место молитвы и притвор.
На стенах притвора до сих пор размещены эпитафии, оставшиеся, как предполагается, от итальянской церковной общины, занимавшей помещение до прихода сюда русской православной церкви. Здесь же висит информационная таблица на немецком языке, повествующая об истории церкви. У окна стоит купель, доставшаяся православным по наследству от католиков. Она была приобретена в 1615 году. В притворе установлено несколько аналоев с православными иконами. Притвор отделяется от помещения для молитвы фигурной кованой железной решёткой, закрываемой на замок во время отсутствия богослужений.
Центральную часть помещения для молитвы занимают аналои, на которые выкладываются празднуемые иконы святых или праздников. Справа отделено небольшое пространство для клироса, а слева — место для приёма запивки. На глухой правой стене размещено огромное вотивное изображение рыцаря Бруно, поклоняющегося Пресвятой Богородице. Рядом с иконостасов организовано место, где священник принимает исповедь.
В алтаре на правой стене сохраняется фреска чудотворного образа Богородицы. Алтарь отделяется от помещения для молитвы небольшим деревянным иконостасом.

Интерьеры церкви
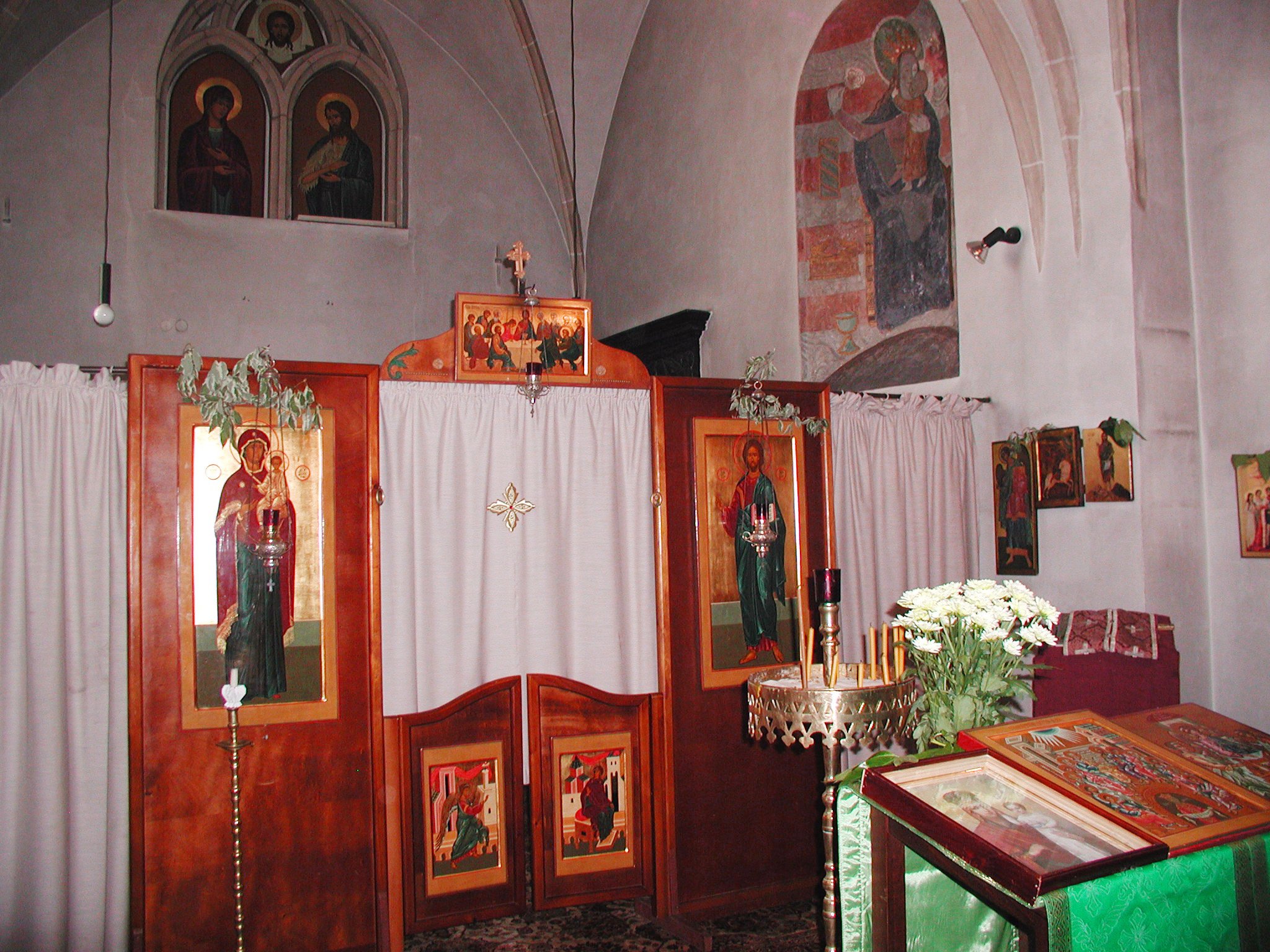
Иконостас и помещение для молитвы.
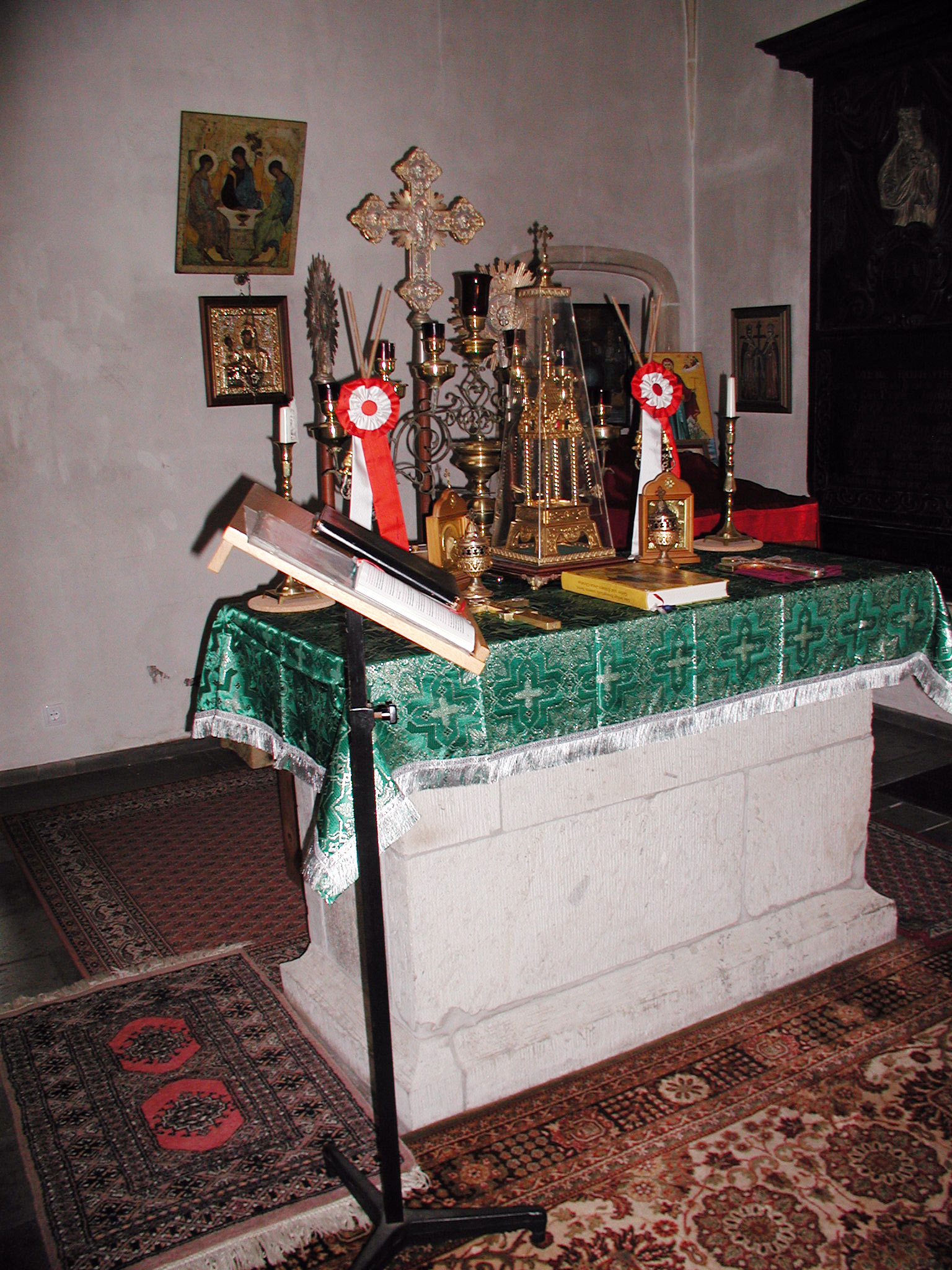
Престол в алтаре.
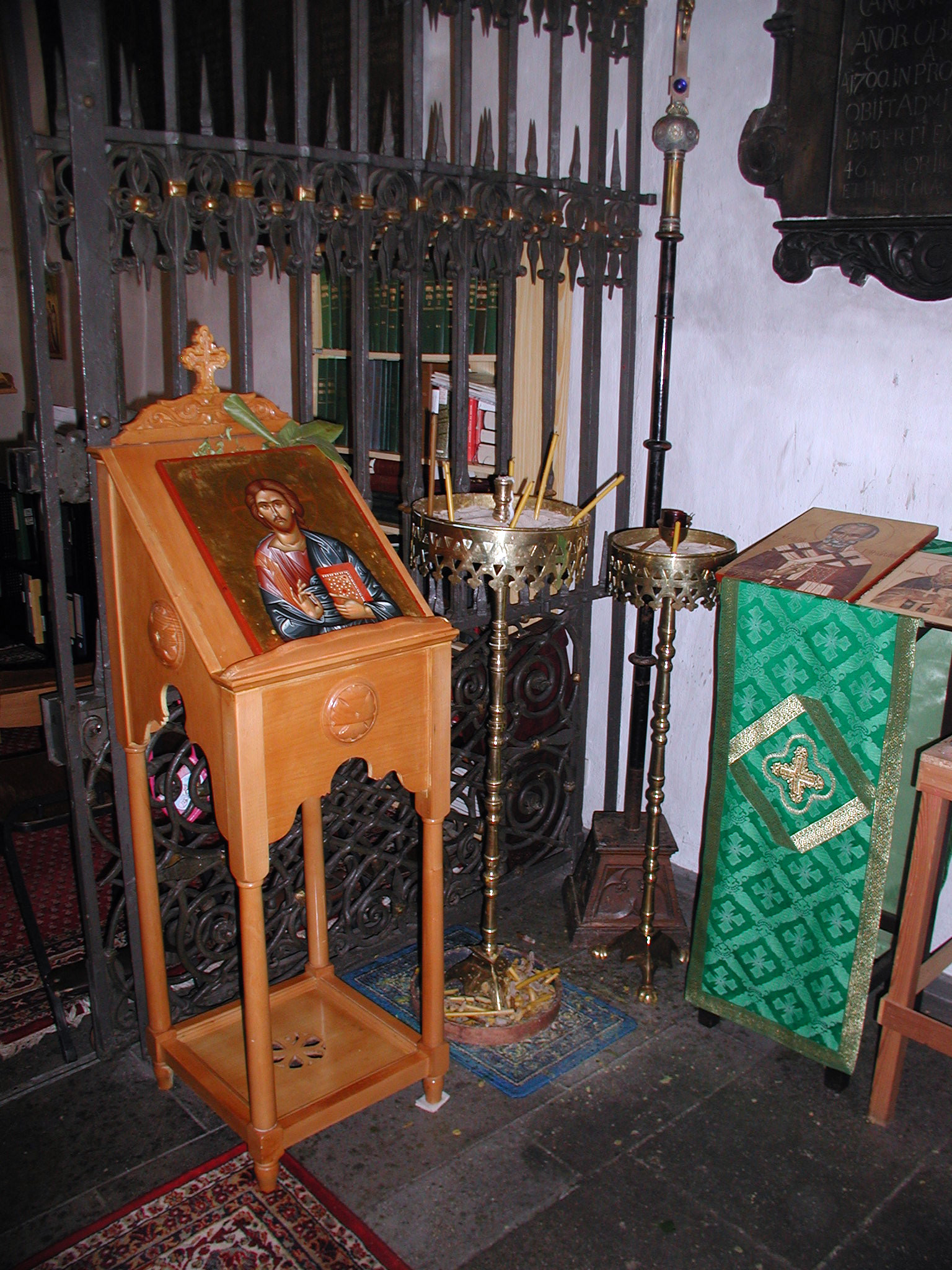
Часть притвора.
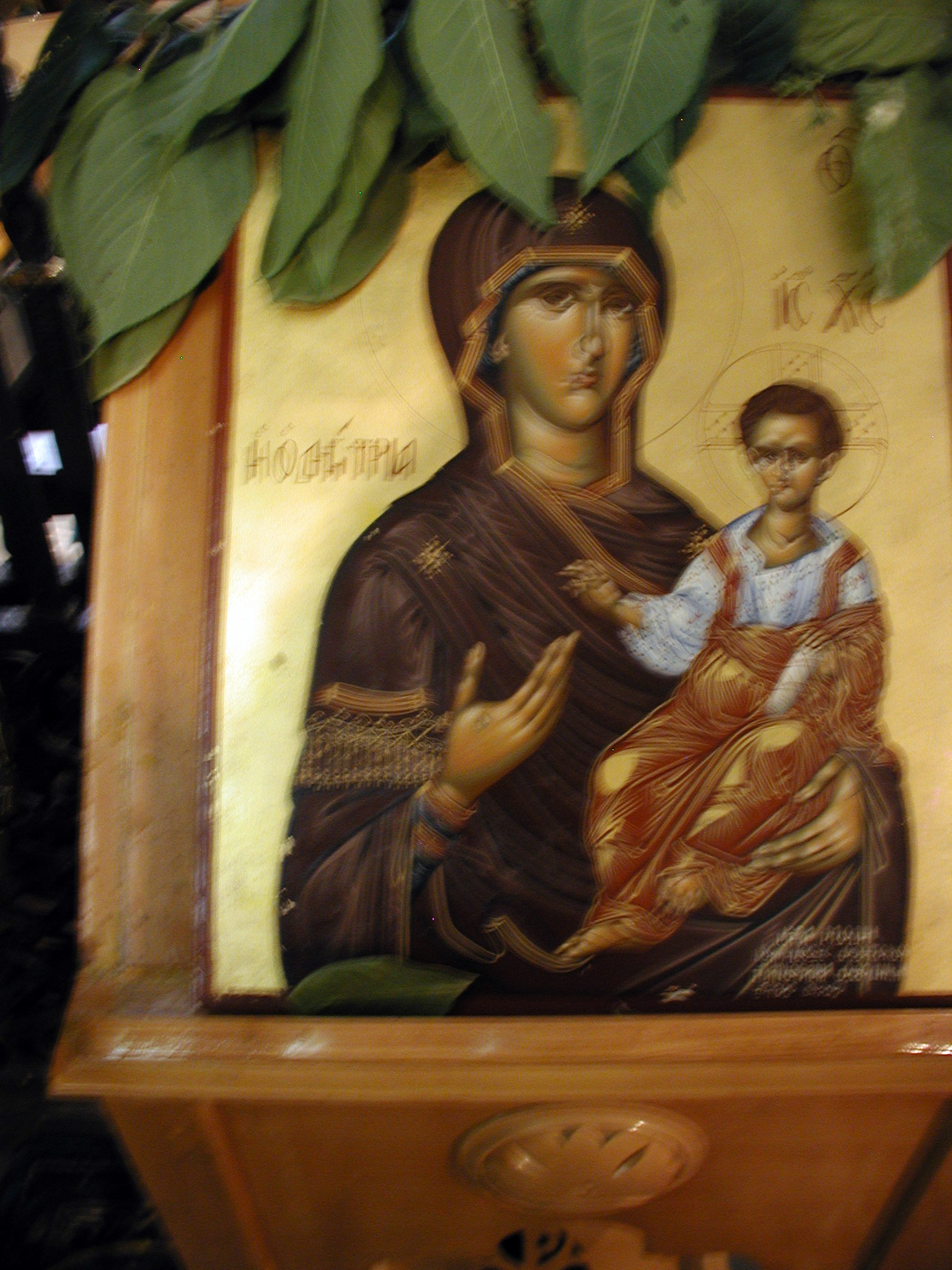
Аналой с иконой Богородицы.

## Приход

### История
В 1950-е годы в Германию усилился поток гастарбайтеров, в том числе и из православных Греции и Югославии. В Кёльне возникла необходимость проведения православных церковных служб для переселенцев. Когда нынешний настоятель русского прихода, тогда школьный учитель Герман Фальтермайер, по профессиональным причинам переехал в 1969—1970 годах с семьёй из Берлина в Кёльн, он встретил маленькую группу православных немцев, принадлежавших к православным приходам различных юрисдикций. Такое положение для немецких православных верующих Кёльна было неприемлемым.
В 1970 году, когда Православная церковь в Америке стала автокефальной, тогдашний архиепископ Филадельфийский Алексий (ван дер Менсбрюгге), бельгиец по происхождению, пожелавший остаться под омофором Московского патриархата, переехал в Европу и занялся вопросами учреждением русской православной Северо-Западной епархии с резиденцией в Дюссельдорфе. Епархия учреждена в 1971 году. В этом же году католическая епархия Кёльна предоставила для богослужений кёльнской православной немецкоязычной общине издревле почитаемую церковь Санта Мария аль Кампо (в настоящее время Ablaßkapelle). До этого времени богослужения проводились раз в месяц в крипте католической студенческой общины Кёльна на улице Берренраттер. С 1971 года богослужения проводили епископ Алексий, протоиерей Сергий Хайц (из Дюссельдорфа) и священник Максимилиан Кеммс (из Оберхаузена и Нойса).
11 мая 1972 года на праздничном богослужении епископом Алексием была канонически учреждена кёльнская православная община Московского патриархата. Святыми покровителями общины были выбраны император Константин (основавший в Кёльне крепость Дойц (Kastell Deutz) и императрица Елена (основавшая в Кёльне церковь святого Гереона).
27 мая 1973 года Герман Фальтермайер был назначен священником общины; в иереи был рукоположён диакон Штефан Эсс, который стал исполнять функции второго священника в Кёльне и одновременно предстоятелем общин в Дюссельдорфе, Оберхаузене и Нойсе. В том же году в убранстве церкви появился иконостас, созданный немецким иконописцем из Кёльна. Священные сосуды для евхаристии община получила в подарок от одной греческой семьи. Благодаря помощи священника профессора доктора Георгиоса Металлиноса, бывшего тогда душепопечителем студенчества, община смогла приобрести из Греции церковную утварь. С 2 сентября 1975 года для школьников один раз в месяц стала проводиться воскресная школа.
В 1977 году архиепископ Берлинский и Среднеевропейский, патриарший экзарх Средней Европы Филарет (позднее ставший митрополитом Минским и Слуцким) вручил кёльнской общине новые иконы для иконостаса, выполненные в Загорске.
В 1982 году в церкви проводил Божественную литургию архиепископ Волоколамский Питирим, а 29 января 1989 года Ленинградский Алексий (будущий патриарх Алексий II). Одновременно по распоряжению митрополита Алексия диаконом прихода был назначен Ириникий Шультен.
После политических изменений 1990 года, когда появилась новая волна православных иммигрантов из бывшего СССР, в церкви, наряду с немецким, был введён в употребление второй богослужебный язык — церковнославянский.
В 1992 году литургию в Константино-Еленинской церкви служил митрополит Кирилл (ныне патриарх Московский и всея Руси). Указом от 8 января 2005 года вторым священником прихода назначен Виктор Яким.

### Современность
Количество прихожан составляет около 500 верующих православных, как Кёльна, так и его окрестностей. Церковь содержится на пожертвования клира и прихожан и в настоящее время не в состоянии финансировать ремонт церковного здания. Этим вопросом занимается католическая церковь Святой Урсулы Кёльна, к которой приписано здание церкви равноапостольных Константина и Елены. Приход не имеет возможности перестроить и расширить свою церковь, поскольку здание внесено в список охраняемых памятников архитектуры города Кёльн.
Исполняющим обязанности настоятеля прихода является пресвитер Виктор Яким.
Адрес: церковь Святых Константина и Елены, Maria-Ablass -Platz 14, 50668 Кёльн.